# Bois et coteaux calcaires sous Belleme
Bois et coteaux calcaires sous Belleme este o arie protejată (sit de importanță comunitară — SCI) din Franța întinsă pe o suprafață de 105 ha, integral pe uscat.

## Localizare
Centrul sitului Bois et coteaux calcaires sous Belleme este situat la coordonatele 48°20′19″N 0°32′07″E / 48.3385°N 0.53515°E.

## Înființare
Situl Bois et coteaux calcaires sous Belleme a fost declarat arie specială de conservare în baza directivei 92/43 din 1992 referitoare la conservarea habitatelor naturale și a faunei și florei sălbatice pentru a proteja 1 specie de animale.

## Biodiversitate
Situată în ecoregiunea atlantică, aria protejată conține 5 habitate naturale: Pajiști uscate seminaturale și facies de acoperire cu tufișuri pe substraturi calcaroase (Festuco-Brometalia) (* situri importante pentru orhidee), Fânețe de joasă altitudine (Alopecurus pratensis, Sanguisorba officinalis), Păduri de fag Asperulo-Fagetum, Ape puternic oligomezotrofe cu vegetație bentonică cu Chara spp., Păduri aluvionare cu Alnus glutinosa și Fraxinus excelsior (Alno-Padion, Alnion incanae, Salicion albae).
La baza desemnării sitului se află o specie protejată de  nevertebrate: rădașcă (Lucanus cervus).
Pe lângă speciile protejate, pe teritoriul sitului au mai fost identificate 18 specii de plante, 2 specii de reptile.